# Международный институт по унификации частного права
Международный институт унификации частного права (фр. Institut international pour l'unification du droit privé), сокращённо УНИДРУА (фр. UNIDROIT) — межправительственная организация по унификации частного права. Первоначально была создана в 1926 году как орган Лиги Наций. В 1940 году УНИДРУА была воссоздана на основании многостороннего договора. УНИДРУА были подготовлены проекты конвенций по целому ряду вопросов: международной купле-продаже товаров, представительству, перевозкам грузов и пассажиров, а также по иным вопросам.

## Члены организации
После присоединения к организации в 2009 году Индонезии и Саудовской Аравии в УНИДРУА представлены 63 государства:
- Аргентина
- Австралия
- Австрия
- Боливия
- Бельгия
- Бразилия
- Болгария
- Канада
- Чили
- Китай
- Колумбия
- Хорватия
- Куба
- Кипр
- Чешская Республика
- Дания
- Египет
- Эстония
- Финляндия
- Франция
- Германия
- Греция
- Венгрия
- Индия
- Индонезия
- Иран
- Ирак
- Ирландия
- Израиль
- Италия
- Япония
- Латвия
- Литва
- Люксембург
- Мальта
- Мексика
- Нидерланды
- Никарагуа
- Нигерия
- Норвегия
- Пакистан
- Парагвай
- Польша
- Португалия
- Республика Корея
- Сербия
- Румыния
- Российская Федерация
- Сан Марино
- Саудовская Аравия
- Словакия
- Словения
- ЮАР
- Испания
- Швеция
- Швейцария
- Тунис
- Турция
- США
- Великобритания
- Уругвай
- Венесуэла
- Ватикан

## Законодательная политика

### Правовая природа инструментов УНИДРУА
Основной задачей УНИДРУА является подготовка новых и, если существует потребность, гармонизированных единых правил для частного права в широком понимании этого термина. Однако, опыт показал необходимость периодического вмешательства и в публичное право, особенно в тех отраслях, в которых тяжело провести четкие демаркационные линии или где коммерческое и регулятивное право переплетаются. Единые правила, которые подготавливаются УНИДРУА, являются большей частью материальными нормами, которые будут включать в себя некоторые коллизионные нормы лишь по случайности.

### Технический подход к гармонизации или унификации
Независимый статус УНИДРУА среди других межправительственных организаций предоставило институту возможность использовать такие рабочие методы, которые позволили УНИДРУА стать организацией, которая занимается, в основном, техническими, а не политическими вопросами права.

### Факторы, которые определяют выбор предмета регулирования
Новые технологии, коммерческая деятельность и др. требуют новых решений и, в том случае, когда соглашения являются межнациональными по своей природе, они должны быть гармонизированы. Выбор предмета для гармонизации или для унификации большей частью зависит от желания государства принять изменения своего законодательства в пользу более унифицированного международного регулирования определенного вопроса. Юридические и другие аргументы в пользу гармонизации должны всегда быть точно взвешены и оценены. Также должна быть четко определена сфера применения новых унифицированных правил, то есть будут ли они применяться лишь к ситуациям с международным элементом, либо они также будут регулировать внутренние национальные правоотношения.

### Факторы, которые определяют выбор выпускаемого документа
Унифицированные правила, которые издаются УНИДРУА, в связи с межправительственной структурой организации, обычно издаются в форме Международных Конвенций, которые превалируют над национальным правом государств, подписавших конвенцию, как только конвенция вступает в силу. Однако отсутствие энтузиазма у стран-членов имплементировать подобные конвенции, а также достаточно длительное время вступление этих конвенций в силу, также связанное с их имплементацией обусловило все более частое использование альтернативных форм нормативно-правового регулирования. К таким альтернативным формам можно отнести типовые (модельные) законы, которые страны могут принимать во внимание при принятии национального законодательства относительно предмета регулирования, а также общие принципы, которые прямо адресованы судьям, арбитрам и договорным сторонам, которые могут сами для себя определять, использовать их или нет. Также можно назвать юридические справочники, посвященные, как правило, новым бизнес-технологиям, определенным формам договоров или организации как национального, так и международного рынков. В общем, принятие так называемых правил «hard law» (то есть Конвенций) необходимо только для регулирования двусторонних отношений, лежащих в основе контрактного права, либо в случаях, когда затрагиваются государственные интересы или интересы третьих лиц (как, например, в случае права собственности).

## Методы работы

### Предварительная стадия: работа в исследовательских группах
Как только определенные правоотношения включаются в Рабочую программу УНИДРУА, Секретариат, иногда пользуясь помощью экспертов в определенной сфере, готовит исследование, касающееся выполнимости определенного проекта и/или предварительный сравнительный правовой отчет для того, чтобы оценить необходимость и реальность осуществления правовой реформы. В случае, когда для осуществления реформы необходимы определенные финансовые ресурсы, проводится оценка экономической стороны проекта. Отчет, который также может содержать черновой вариант будущих принципов или унифицированных правил, представляется на рассмотрение Управляющему совету. Если Совет удовлетворен предоставленным отчетом, он дает указание Секретариату создать соответствующую исследовательскую группу, традиционно возглавляемую членом Совета, для подготовки предварительного варианта Конвенции или другого документа, из указанных выше. Членство в таких исследовательских группах, как правило, состоящих из экспертов, определяется Секретариатом, который создает максимально сбалансированный состав из представителей разных правовых и экономических систем, а также географических регионов.

### Стадия межправительственных переговоров
Предварительный вариант принимаемого документа, разработанный исследовательской группой, представляется Управляющему совету для утверждения и получения рекомендаций относительно будущих шагов, которые необходимо предпринять. Обычно, при представлении предварительного варианта Конвенции, Секретариат созывает комитет правительственных экспертов, который обрабатывает предварительный вариант конвенции и представляет её для подписания дипломатической конференции.
Членство в комитетах правительственных экспертов УНИДРУА является открытым для всех представителей стран-членов УНИДРУА. Секретариат также может привлекать другие страны, а также определенные международные организации и профессиональные ассоциации для участия в процессе в качестве обозревателей. Предварительный вариант Конвенции, после его обработки комитетом правительственных экспертов потом будет представлен на утверждение Управляющему совету. Обычно, если Совет принимает решение, что предварительный вариант Конвенции выражает консенсус между странами, которые участвовали в комитете правительственных экспертов и что Конвенция имеет хорошие шансы быть принятой на дипломатической конференции, он утверждает передачу предварительного варианта Конвенции дипломатической конференции для утверждения её статуса как Международной конвенции. Эта конференция может созываться одним из государств-членов УНИДРУА.
УНИДРУА поддерживает тесные контакты и связи со своими сестрами-организациями, как межправительственными, так и неправительственными, которые чаще всего заключаются в заключении договоров о сотрудничестве.
УНИДРУА также имеет целую сеть корреспондентов как в странах членах, так и в странах, которые не являются членами УНИДРУА. Корреспонденты назначаются Управляющим советом из числа юристов.